# Diego Rubio (voetballer)
Diego Iván Rubio Köstner (Santiago, 15 mei 1993) is een Chileens voetballer die bij voorkeur als aanvaller speelt. Hij verruilde in 2011 Colo-Colo voor Sporting CP. Zijn vader Hugo, bijgenaamd El Pájaro, speelde 36 interlands voor Chili in de periode 1984-1991. Ook zijn broers Matías en Eduardo zijn voetbalprof.

## Clubcarrière
Rubio debuteerde voor Colo-Colo in de Chileense competitie tegen Unión San Felipe. Hij scoorde drie doelpunten in acht wedstrijden voor de Chileense recordkampioen. Op 5 juli 2011 tekende hij een vijfjarig contract bij Sporting CP.

## Interlandcarrière
Rubio debuteerde op 23 juni 2011 in het Chileens voetbalelftal, in een oefenwedstrijd tegen Paraguay, als voorbereiding op de Copa América 2011.